# Callemo monotonos
Callemo monotonos là một loài bướm đêm trong họ Geometridae.